# Apamea minoica
Apamea minoica is een vlinder uit de familie uilen (Noctuidae). De wetenschappelijke naam is voor het eerst geldig gepubliceerd in 2005 door Fibiger, Ronkay, Schmidt & Zilli.
De soort komt voor in Europa.